# Luovvejaure
Luovvejaure är en sjö i Arvidsjaurs kommun i Lappland och ingår i Piteälvens huvudavrinningsområde. Sjön har en area på 0,198 kvadratkilometer och ligger 458,2 meter över havet.

## Delavrinningsområde
Luovvejaure ingår i det delavrinningsområde (732793-164945) som SMHI kallar för Mynnar i Paulajåkkå. Medelhöjden är 446 meter över havet och ytan är 14,93 kvadratkilometer. Det finns inga avrinningsområden uppströms utan avrinningsområdet är högsta punkten. Vattendraget som avvattnar avrinningsområdet har biflödesordning 4, vilket innebär att vattnet flödar genom totalt 4 vattendrag innan det når havet efter 175 kilometer. Avrinningsområdet består mestadels av skog (82 procent) och sankmarker (17 procent). Avrinningsområdet har 0,2 kvadratkilometer vattenytor vilket ger det en sjöprocent på 1,3 procent.